# ATC (A16)
Jest to część klasyfikacji anatomiczno-terapeutyczno-chemicznej:
- A – Przewód pokarmowy i metabolizm
  - A 01 – Preparaty stomatologiczne
  - A 02 – Leki stosowane w chorobach związanych z nadmierną kwasowością soku żołądkowego
  - A 03 – Leki stosowane w czynnościowych zaburzeniach przewodu pokarmowego
  - A 04 – Leki przeciwwymiotne i przeciw nudnościom
  - A 05 – Leki stosowane w chorobach dróg żółciowych i wątroby
  - A 06 – Leki przeczyszczające
  - A 07 – Leki przeciwbiegunkowe, przeciwzapalne i przeciwdrobnoustrojowe stosowane w chorobach przewodu pokarmowego
  - A 08 – Leki przeciw otyłości z wyłączeniem preparatów dietetycznych
  - A 09 – Leki poprawiające trawienie (włącznie z enzymami)
  - A 10 – Leki stosowane w cukrzycy
  - A 11 – Witaminy
  - A 12 – Preparaty uzupełniające niedobór składników mineralnych
  - A 13 – Leki wzmacniające
  - A 14 – Leki anaboliczne do stosowania ogólnego
  - A 15 – Leki zwiększające apetyt
  - A 16 – Inne leki działające na przewód pokarmowy i metabolizm

## A 16 A – Inne leki działające na przewód pokarmowy i metabolizm
- A 16 AA – Aminokwasy i ich pochodne
  - A 16 AA 01 – lewokarnityna
  - A 16 AA 02 – ademetionina
  - A 16 AA 03 – glutamina
  - A 16 AA 04 – cysteamina
  - A 16 AA 05 – kwas kargluminowy
  - A 16 AA 06 – betaina
  - A 16 AA 07 – metreleptyna
- A 16 AB – Enzymy
  - A 16 AB 01 – algluceraza
  - A 16 AB 02 – imigluceraza
  - A 16 AB 03 – agalzydaza alfa
  - A 16 AB 04 – agalzydaza beta
  - A 16 AB 05 – laronidaza
  - A 16 AB 06 – sakrozydaza
  - A 16 AB 07 – alglukozydaza alfa
  - A 16 AB 08 – galsulfaza
  - A 16 AB 09 – idursulfaza
  - A 16 AB 10 – welagluceraza alfa
  - A 16 AB 11 – taligluceraza alfa
  - A 16 AB 12 – elosulfaza alfa
  - A 16 AB 13 – asfotaza alfa
  - A 16 AB 14 – sebelipaza alfa
  - A 16 AB 15 – welmanaza alfa
  - A 16 AB 16 – idursulfaza beta
  - A 16 AB 17 – cerliponaza alfa
  - A 16 AB 18 – westronidaza alfa
  - A 16 AB 19 – pegwaliaza
  - A 16 AB 20 – pegunigalzydaza alfa
  - A 16 AB 21 – atidarsagen autotemcel
  - A 16 AB 22 – awalglukozydaza alfa
  - A 16 AB 23 – cipaglukozydaza alfa
  - A 16 AB 24 – pegzylarginaza
  - A 16 AB 25 – olipudaza alfa
  - A 16 AB 26 – eladokagen eksuparwowek
  - A 16 AB 27 – pabinafusp alfa

- A 16 AX – Różne leki działające na przewód pokarmowy i metabolizm
  - A 16 AX 01 – kwas tioktowy
  - A 16 AX 02 – anetol tritionu
  - A 16 AX 03 – fenylomaślan sodu
  - A 16 AX 04 – nityzynon
  - A 16 AX 05 – octan cynku
  - A 16 AX 06 – miglustat
  - A 16 AX 07 – sapropteryna
  - A 16 AX 08 – teduglutyd
  - A 16 AX 09 – fenylomaślan glicerolu
  - A 16 AX 10 – eliglustat
  - A 16 AX 11 – benzoesan sodu
  - A 16 AX 12 – trientyna
  - A 16 AX 13 – trójoctan urydyny
  - A 16 AX 14 – migalastat
  - A 16 AX 15 – telotristat
  - A 16 AX 16 – giwosyran
  - A 16 AX 17 – triheptanoina
  - A 16 AX 18 – lumasyran
  - A 16 AX 19 – fosdenopteryna
  - A 16 AX 20 – lonafarnib
  - A 16 AX 21 – eliwaldogen autotemcel
  - A 16 AX 22 – kwas tiomolibdynowy
  - A 16 AX 23 – leriglitazon
  - A 16 AX 30 – benzoesan sodu i fenylooctan sodu